# WusYaName
WusYaName è un singolo del rapper statunitense Tyler, the Creator, pubblicato il 22 giugno 2021 come secondo estratto dal suo sesto album in studio Call Me If You Get Lost.
Il brano vede la partecipazione del rapper statunitense YoungBoy Never Broke Again e del cantautore statunitense Ty Dolla Sign ed è stato prodotto da Tyler, the Creator.

## Antefatti
Il brano è stato anticipato da Tyler poco prima della pubblicazione con il rilascio del video musicale del brano, nel quale però non era presente la strofa di YoungBoy Never Broke Again.

## Descrizione
Il brano campiona Back Seat (Wit No Sheets) degli H-Town e contiene sintetizzatori in stile g-funk, vocali di cantanti R&B, arrangiamenti vocali lussureggianti e intricati e batterie in stile boom bap. Il brano si discosta dallo stile usuale di Tyler ed è stato descritto come un brano R&B in stile new jack swing, con vocali di sottofondo di Ty Dolla Sign e ad-libs di DJ Drama.

## Video musicale
Il video musicale del brano, diretto da Tyler, the Creator sotto lo pseudonimo Wolf Haley, è stato reso disponibile in concomitanza con l'uscita del singolo sul canale YouTube di Tyler, the Creator.

## Tracce
Testi e musiche di Tyler Okonma, Kentrell Gaulden, Tyrone Griffin Jr., Bishop Burrell Sr., Delando Conner, Solomon Conner e Darryl Jackson.
1. WusYaName (feat. YoungBoy Never Broke Again e Ty Dolla Sign) – 2:01

## Classifiche
| Classifica (2021) | Posizione massima |
| ----------------- | ----------------- |
| Australia         | 22                |
| Canada            | 22                |
| Irlanda           | 24                |
| Lituania          | 24                |
| Nuova Zelanda     | 14                |
| Paesi Bassi       | 89                |
| Portogallo        | 51                |
| Regno Unito       | 25                |
| Stati Uniti       | 14                |